# Sarbazan
Sarbazan (gaskonsko Sarbasan) je naselje in občina v francoskem departmaju Landes regije Akvitanije. Naselje je leta 2009 imelo 1.082 prebivalcev.

## Geografija
Kraj leži v pokrajini Gaskonji 21 km severovzhodno od Mont-de-Marsana.

## Uprava
Občina Sarbazan skupaj s sosednjimi občinami Arue, Bourriot-Bergonce, Cachen, Labastide-d'Armagnac, Lencouacq, Maillas, Pouydesseaux, Retjons, Roquefort, Saint-Gor, Saint-Justin in Vielle-Soubiran sestavlja kanton Roquefort s sedežem v Roquefortu. Kanton je sestavni del okrožja Mont-de-Marsan.

## Zanimivosti
- cerkev sv. Petra,
- arheološko najdišče Treize Pouys.